# Kuciukai

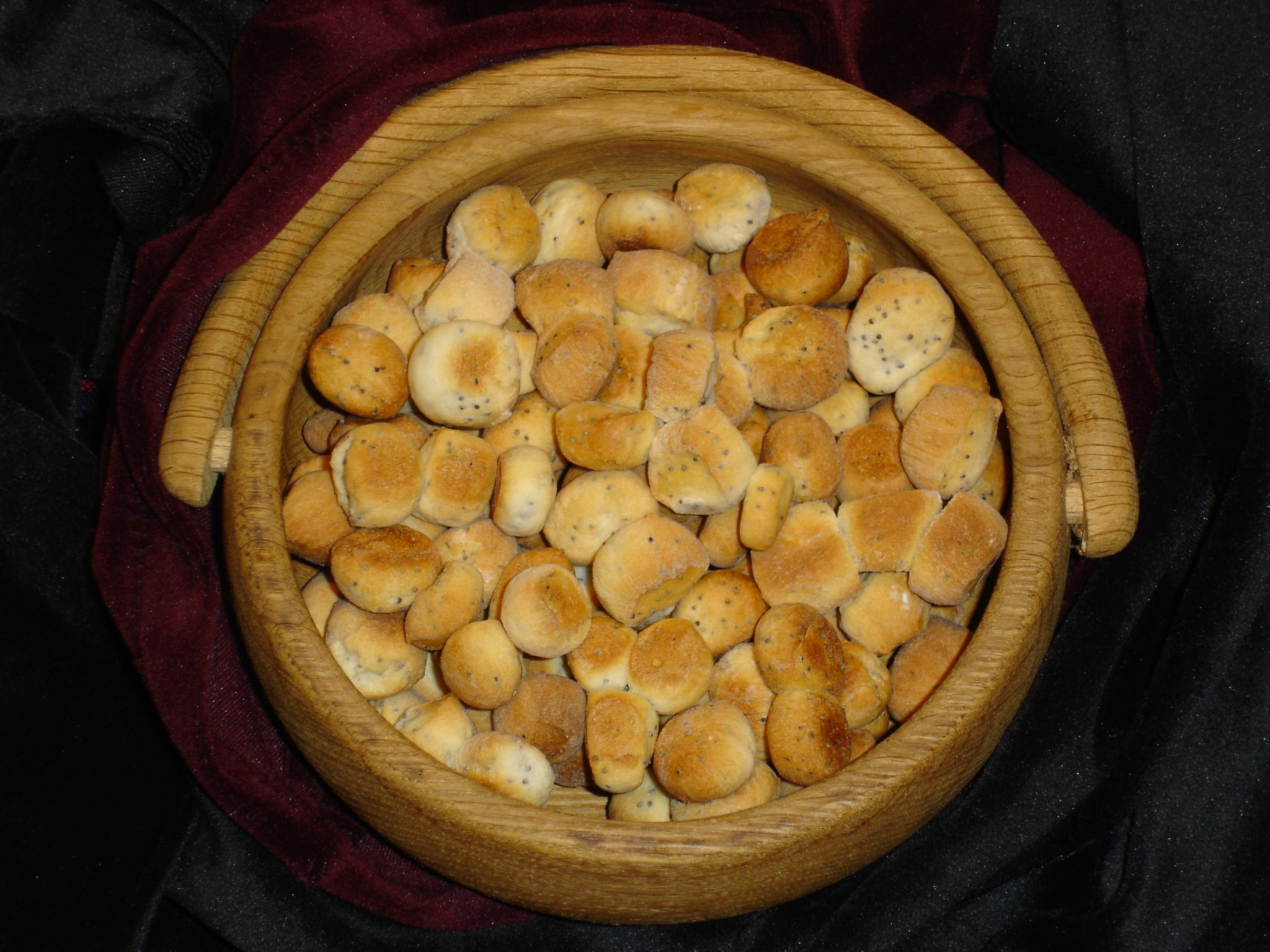
Kuciukai po upieczeniu

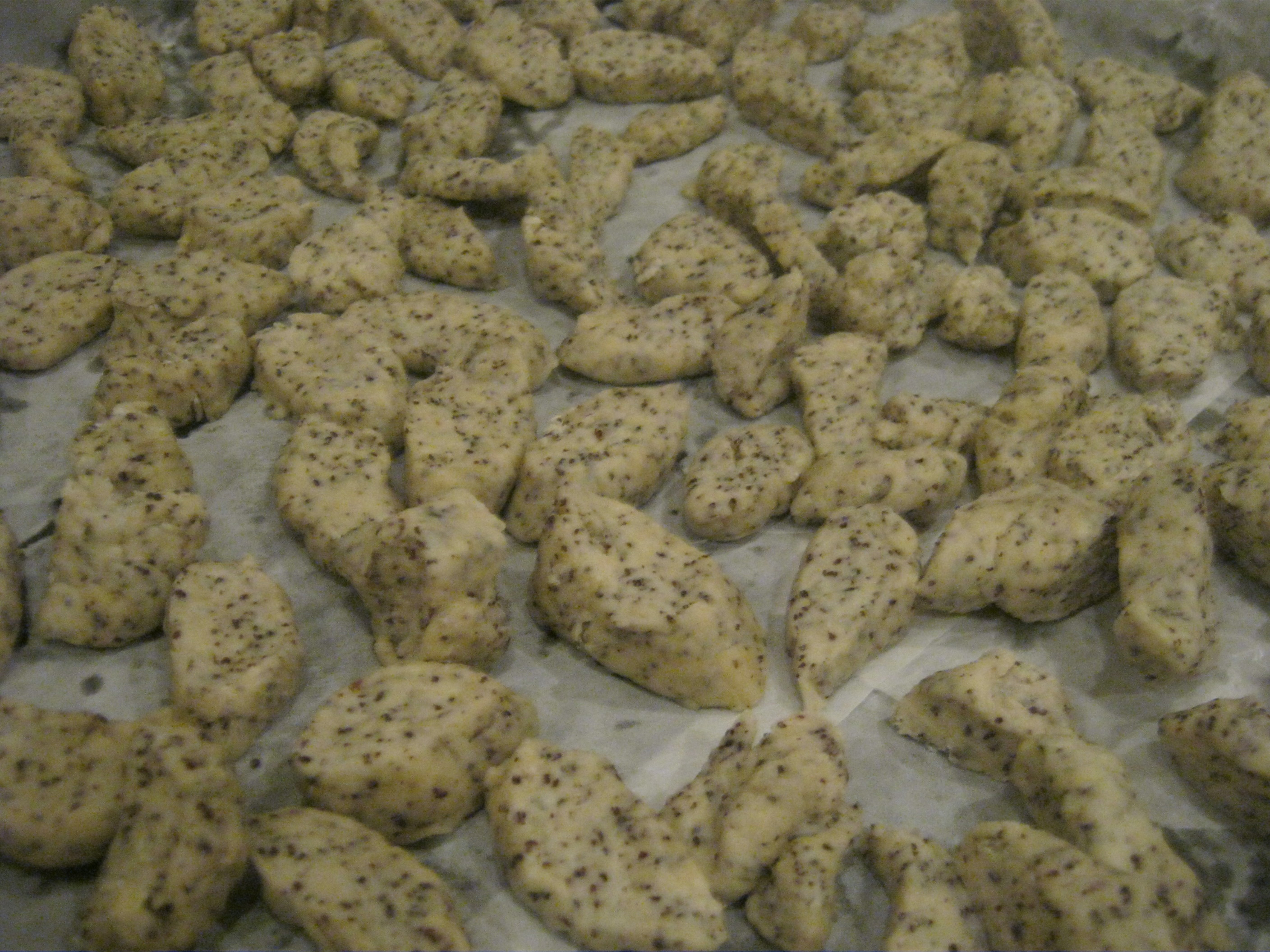
Kuciukai przed upieczeniem

Kuciukai (lit. kūčiukai) lub śliżyki – małe bułeczki, wielkości ok. 2–3 cm, upieczone z ciasta drożdżowego, namoczone w tzw. mleku makowym, podawane w Wigilię Bożego Narodzenia. Nazwa wywodzi się z nazwy kolacji wigilijnej w języku litewskim – Kūĉios”.

## Tradycja
Tradycyjna wigilijna potrawa do dziś popularna na stołach Litwy, Wileńszczyzny oraz terenów zamieszkiwanych przez mniejszość litewską i polską. W Polsce przygotowywana m.in. w województwie podlaskim, zwłaszcza na terenie gminy Puńsk. 
Według przekazów ludowych to rodzaj pieczywa obrzędowego łączącego obecnych i tych, którzy odeszli. Na Wileńszczyźnie wciąż żywa jest tradycja, aby po wigilijnej wieczerzy nie sprzątać ze stołu potraw, w szczególności kuciukai (śliżyków), a zostawić je dla zmarłych na noc, aby ci mogli się pożywić.

## Przygotowanie

### Ciasto
Do utartych drożdży z cukrem dolewana jest przegotowana ciepła woda, całość jest mieszana z częścią mąki i odstawiana w ciepłe miejsce do wyrośnięcia. Po wyrośnięciu do zaczynu dodawana jest reszta mąki, olej, mak i sól. Ciasto jest zagniatane do momentu aż przestanie przyklejać się do rąk. Wyrobione ciasto ponownie odstawiane jest do wyrośnięcia po czym jeszcze raz jest zagniatane. Następnie formowane są z niego wałeczki, które są cięte na kawałki, czasami formowane w kulki i wykładane na blachę do pieczenia posypaną mąką. Pieczone są do zarumienienia.

### Mleko makowe
Mak jest zalewany gorącą wodą i moczony przez kilka godzin. Sparzony mak następnie jest odcedzany i opłukiwany, dodawana jest przegotowana woda, cukier lub miód i całość jest ucierana w makutrze lub blenderze, aż do nadania gładkiej konsystencji o białej barwie.
W dniu 21 marca 2023 potrawa została wpisana na Listę produktów tradycyjnych Ministerstwa Rolnictwa i Rozwoju Wsi woj. podlaskiego.